# Coelapatetor pictiscutus
Coelapatetor pictiscutus är en stekelart som beskrevs av Heinrich 1967. Coelapatetor pictiscutus ingår i släktet Coelapatetor och familjen brokparasitsteklar. Inga underarter finns listade i Catalogue of Life.